# Štíty
Štíty (německy Mährisch Schildberg, do roku 1949 česky Šilperk) jsou malé moravské město v okrese Šumperk v Olomouckém kraji. Leží asi 21 kilometrů západně od Šumperka a 62 kilometrů severozápadně od krajského města Olomouc. Město leží uprostřed podhůří Orlických hor a Hrubého Jeseníku. Štíty jsou jedním z nejstarších měst zábřežského regionu. Žije zde přibližně 1 900 obyvatel. Štíty jsou známé díky Acrobat Parku, který je největším areálem pro letní akrobatické skoky na lyžích na světě. Městu se díky zábavným pověstem přezdívá Moravský Kocourkov. Sousedními obcemi sídla jsou Bušín, Jedlí, Horní Studénky, Písařov, Drozdov, Jakubovice, Horní Heřmanice, Výprachtice, Červená Voda a Cotkytle.

## Historie
Šilperk (dnes Štíty) vznikl pravděpodobně jako osada v podhradí hradu Šilperka, který v dobách krále Přemysla Otakara II. dal zbudovat člen markraběcí družiny Protiven ze Zábřeha a Doubravice. Nejstarším historickým dokladem o Šilperku je Protivenovo privilegium z roku 1278, které se dá považovat za zakládací listinu městečka. Prvním známým správcem panství byl loupeživý rytíř Ješek ze Šilperka. Krátce po roce 1308 mu bylo panství odňato a odevzdáno Šternberkům. Tento rod měl město ve svém majetku podle záznamů v zemských deskách do roku 1480. Roku 1334 povýšili Šternberkové Šilperk na město a dali mu svůj znak – osmicípou zlatou hvězdu v modrém poli s drobnými osmicípými zlatými hvězdičkami mezi hroty.
Od roku 1576 spravovali Šilperk Žalkovští. Po tomto panovnickém rodu se zachovala do dnešní doby významná památka z původního hradu. Vstup do radnice zdobí dnes nově zrenovované alianční erby těchto patronů města – Jana Žalkovského a jeho choti Anežky. Po Bílé hoře byl Šilperk v držení Lichtenštejnů. Lichtenštejnové začlenili dosud samostatný šilperský statek do velkého celku rudského panství, jehož součástí pak zůstal až do konce feudálního období, do roku 1848. Pod lichtenštejnskou správou bylo městečko několikrát zničeno – Švédy, morem, cholerou a požáry. Po zrušení roboty roku 1848 měl Šilperk ráz zemědělské vesnice, v níž žili vedle sebe čeští i němečtí obyvatelé. Od roku 1850 byl Šilperk sídlem okresního soudu a berního úřadu a s ním až do roku 1938 součástí politického okresu zábřežského.
V době před druhou světovou válkou vládly v Evropě díky vzrůstajícímu německému fašismu neurovnané politické a společenské poměry. Nejinak tomu bylo také v Šilperku. Od počátku roku 1938 se zde politické napětí úměrně k celým Sudetám zvyšovalo. Všeobecné stěhování českých obyvatel ze Šilperka nastalo po mnichovské dohodě, ve městě zůstalo jen několik českých rodin. České školy byly zrušeny, učilo se jen německy. K osvobození města došlo Rudou armádou 9. května 1945 (po půlnoci z 8. na 9. května 1945).
Po osvobození se začalo budovat české městečko Šilperk. Vyučování v obecné a měšťanské škole bylo opět zahájeno 17. května 1945. Po odsunu německých rodin rapidně klesl počet obyvatel, v rámci osídlování pohraničí přicházeli noví osídlenci. V poválečné době byly založeny mnohé české spolky a organizace. Vznikaly nové pracovní příležitosti v závodech "Čemolen", "Družspoj", "Dřevotvar". Dne 5. července 1949 byl Šilperk přejmenován na Štíty. Do roku 1973 počet obyvatel vzrostl na 1250 osob. V roce 1976 byly ke Štítům připojeny dvě vesnice – Crhov a Heroltice, později také Březná, Horní Studénky a Zborov. Horní Studénky a Zborov jsou v současné době od Štítů opět odloučené.
17. listopad 1989 se stal mezníkem v nedávné historii československého státu. 8. a 9. července 1990 se konaly svobodné demokratické volby, ve kterých zvítězilo ve státě i ve Štítech Občanské fórum. Tímto datem začala nová éra i v historii Štítů. V devadesátých letech bylo zrekonstruováno zdravotní středisko, zřízena nová lékárna, vznikaly nové firmy a soukromé prodejny. Vybudovala se čistička odpadních vod a plynofikace. Štítecké náměstí bylo v roce 1992 vyhlášeno památkovou zónou. V tomtéž roce byly obnoveny pověstné štítecké jarmarky. Poslední jarmark proběhl v roce 2018, poté z důvodu snižující se návštěvnosti zastupitelstvo rozhodlo o jeho nahrazení Dnem pro rodinu, jehož první ročník se setkal s velkým úspěchem. 1. července 1994 byl městu Štíty vrácen status města.

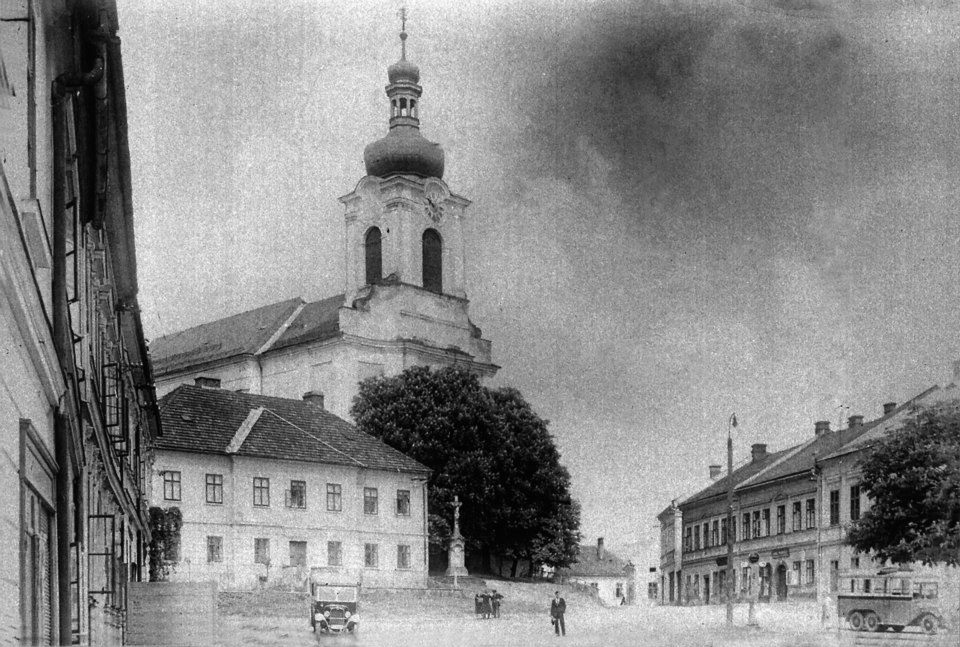
Kostel Nanebevzetí Panny Marie v 30. letech 20. století
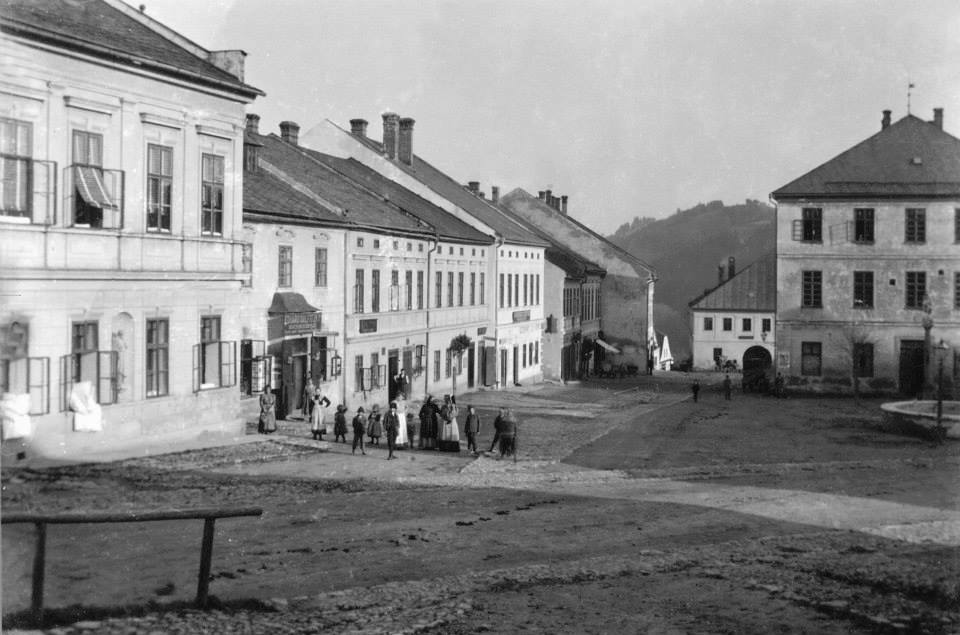
Pohled od kostela na horní náměstí v 30. letech 20. století
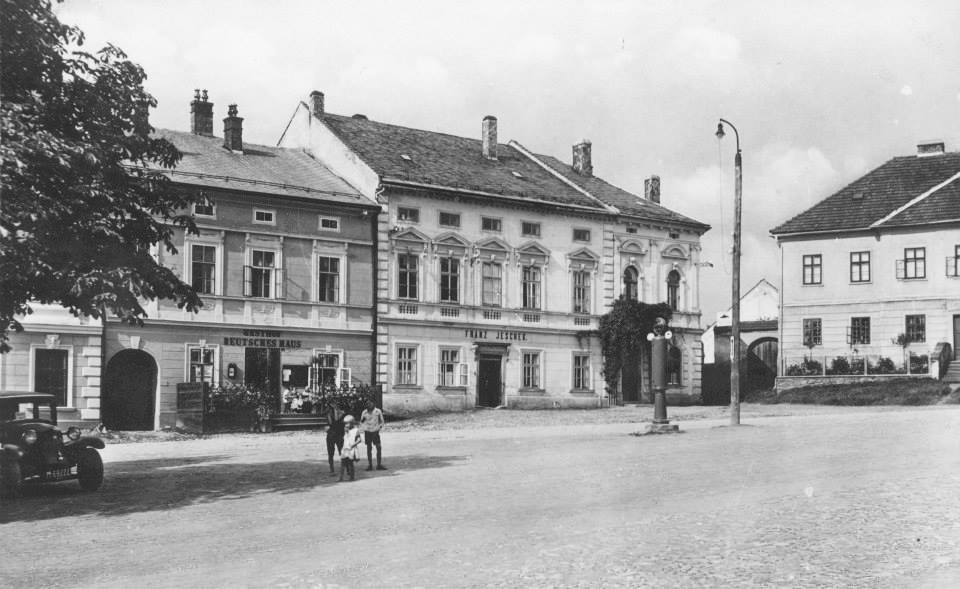
Pohled na horní náměstí od radnice v 30. letech 20. století

## Současnost
Město Štíty se v posledních deseti letech dynamicky rozvíjí pod vedením starosty Bc. Jiřího Vogela. Postupně probíhá revitalizace náměstí, na kterém dochází k opravám domů v majetku města, obnově kulturních památek a veřejných prostranství. Centrum obce je od roku 1992 městskou památkovou zónou. Na náměstí se nachází několik památkově chráněných památek, mezi které patří např. skulptura svatého Jana Nepomuckého, morový sloup za radnicí a votivní desky patronů Štítů – Jana a Anežky Žalkovských v portálu radnice. K těmto historickým památkám přibyly v poslední době nové moderní prvky – fontána s tryskající vodou, nově vybudovaná vodní kaskáda a sluneční hodiny.
Na Štítecku je poměrně nízká nezaměstnanost, především díky firmě MAGNA Automotive Stity.
Ve městě je podporován sport, kultura, bydlení a školství, o čemž svědčí nově vybudované sportovní kabiny pro oddíl kopané, multifunkční sportovní hřiště s cvičebními prvky, zrekonstruované třídy a školní jídelna v základní škole, neustále se navyšující bytový fond, pořádají se četné kulturní akce. Výjimkou nejsou ani mezinárodní kulturní a sportovní akce, které jsou pořádány společně s našimi zahraničními partnerskými městy, kterými jsou město Niemodlin v Polsku a město Belvedere Ostrense v Itálii.

## Obyvatelstvo
| Rok            | 1869  | 1880  | 1890  | 1900  | 1910  | 1921  | 1930  | 1950  | 1961  | 1970  | 1980  | 1991  | 2001  | 2011  | 2021  |
| -------------- | ----- | ----- | ----- | ----- | ----- | ----- | ----- | ----- | ----- | ----- | ----- | ----- | ----- | ----- | ----- |
| Počet obyvatel | 4 496 | 4 396 | 4 168 | 3 887 | 3 465 | 3 173 | 3 025 | 1 712 | 1 821 | 1 780 | 1 883 | 1 993 | 2 029 | 2 007 | 1 913 |
| Počet domů     | 694   | 702   | 674   | 668   | 681   | 664   | 664   | 535   | 391   | 385   | 395   | 468   | 499   | 537   | 546   |

## Městská správa

### Části města
- Štíty (k. ú. Štíty-město a Štíty Hamerské)
- Březná (k. ú. Březná a Březenský Dvůr)
- Crhov (k. ú. Crhov)
- Heroltice (k. ú. Heroltice u Štítů)

### Městské symboly
Znak a vlajka byly městu uděleny rozhodnutím předsedy Poslanecké sněmovny Parlamentu České republiky dne 9. května 1995.

## Doprava
Štíty se nachází na území historické země Moravské v blízkosti hranic od Čech. Přes město vede silnice I/43, která se v Bukovici u Písařova napojuje na silnici I/11.
Na konci města, směrem na Heroltice se nachází lokální Železniční trať Lichkov-Štíty z roku 1899. Od roku 2015 zde fungovala částečná doprava, avšak 10. června 2018 byla železniční doprava ve Štítech a v Herolticích ukončena. Důvodem ukončení dopravního úseku tratě byly neshody mezi Pardubickým a Olomouckým krajem a také nevyužitá možnost dopravy. V roce 2019 trať oslavila 120 své existence. V roce 2020 do Štítů jezdil vlak v rámci akce "Cestování časem nesmrtelnou parou". V zimě v roce 2022 vlakové nádraží posloužilo k natáčení filmových záběrů do videohry Last Train Home od herního studia THQ Nordic.

## Sport
Činnost Tělovýchovné jednoty Sokol Štíty byla obnovena v roce 1946 a působí na poli sportovním s úspěchy i neúspěchy až po dnešek. Veškerá práce spočívá na dobrovolnosti jak cvičenců, cvičitelů, trenérů, tak hráčů v jednotlivých oddílech. TJ sdružuje přibližně 360 členů, kteří jsou zainteresováni ve čtyřech oddílech a jednom odboru.
V roce 2002 nechal olympijský vítěz Aleš Valenta vystavět na místě bývalého koupaliště sportovní komplex Acrobat Park, který je zaměřený na akrobatické lyžování, snowboarding, volejbal a další sporty. Jedná se o největší komplex svého druhu na světě.
- Fotbal – hraje se krajská soutěž (muži A), okresní soutěž (muži B), okresní přebor – dorost, mladší žáci a mladší přípravka
- Stolní tenis – hraje se krajská soutěž
- Lední hokej – amatérský sportovní tým Blue Boys Štíty
- Tenis – rekreační úroveň
- Šachy – hraje se okresní přebor dospělých
- ASPV – odbor, který sdružuje turisty a cvičení žen

## Společensko-kulturní akce
- Setkání na pomezí Čech a Moravy – Každým rokem před samotným zahájením se koná mše svatá v místním kostele, po které navazuje doprovodný hudební program.
- Den pro rodinu - nová akce, která nahradila Štítecký jarmark
- Štítecká pouť

## Průmysl
- MAGNA Automotive Stity – Kanadská společnost MAGNA International byla založena v roce 1957 a zaměstnává téměř 200 tisíc zaměstnanců v téměř 400 závodech napříč všemi kontinenty. MAGNA je dnes celosvětově jedním z největších dodavatelů komponentů pro automobilový průmysl a její součástí jsou výrobní závody, vývojářské dílny a konstrukční a vývojová centra. Hlavní výrobní portfolio tvoří karoserie a podvozky, exteriérové a pohledové díly, sedačky, elektronické součásti hnacích jednotek, zrcátka, střešní systémy a moduly a dokáže zajistit také kompletní výrobu a montáž vozidel. V roce 2021 odkoupila provozovnu KLEIN Automotive Štíty s.r.o., a tím se stala jejím současným vlastníkem.[12]
- ZK Žerníček Kovovýroba – ZK Žerníček kovovýroba s. r. o. je firmou, která se zabývá strojírenskou výrobou. Firma byla založena v roce v roce 1991 a je středně velkou výrobní společností, která zaměstnává kolem 60 kvalifikovaných zaměstnanců. Výrobní program je zaměřen především na výrobu kovových přepravních palet určených pro logistické procesy. Tyto přepravní palety se převážně používají v automobilovém průmyslu.[13]
- ZEAS Březná a.s. – Zemědělská akciová společnost byla založena v květnu roku 1993 skupinou oprávněných osob a vlastníků zemědělské půdy, kterým tehdejší Státní statek Štíty vrátil v restitucích zemědělský majetek. Mezi hlavní předměty podnikání patří: hostinská činnost, zemědělství, včetně prodeje nezpracovaných zemědělských výrobků, silniční motorová doprava nákladní, výroba elektřiny, obchod a služby.[14]

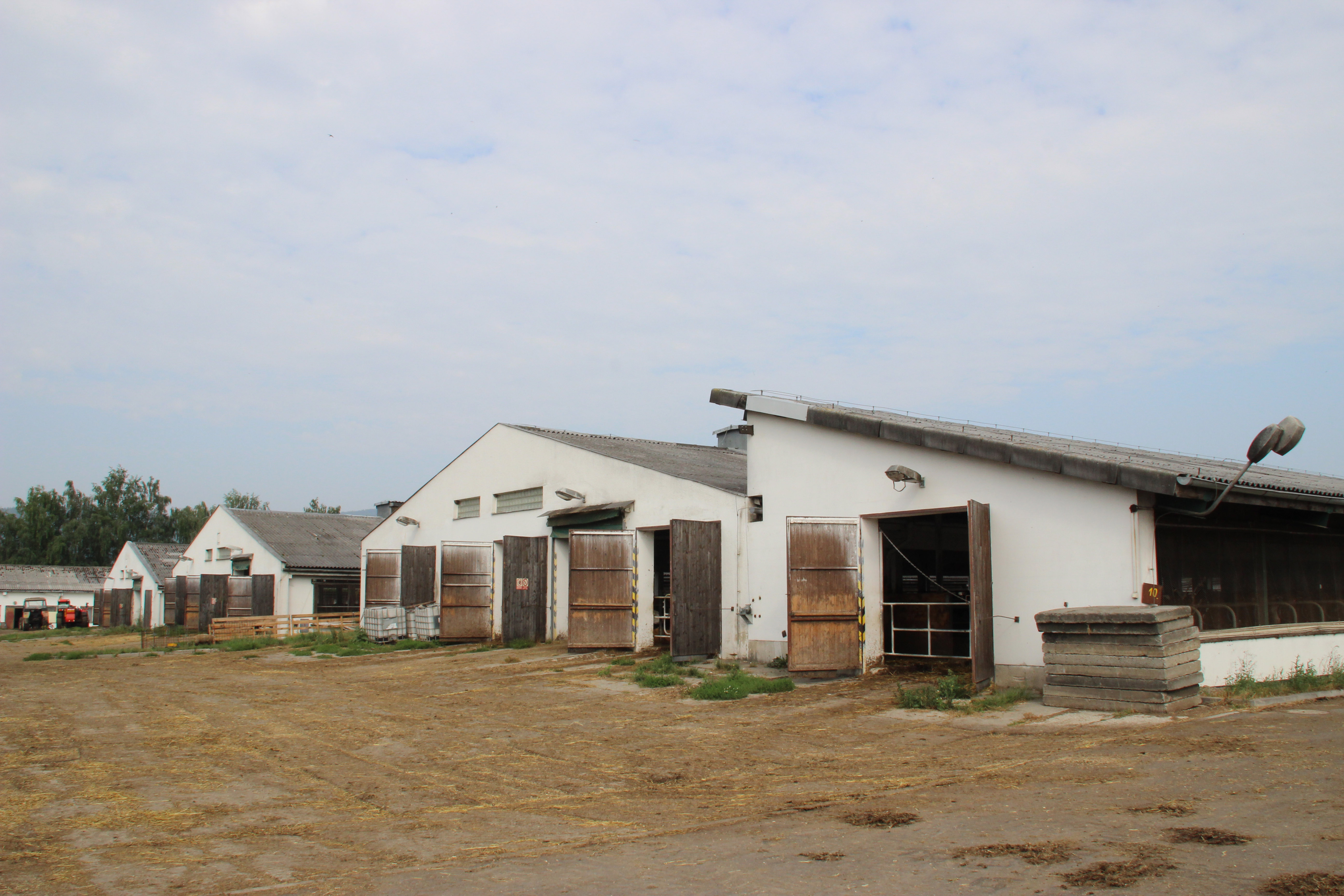
ZEAS Březná a.s. – Chov skotu
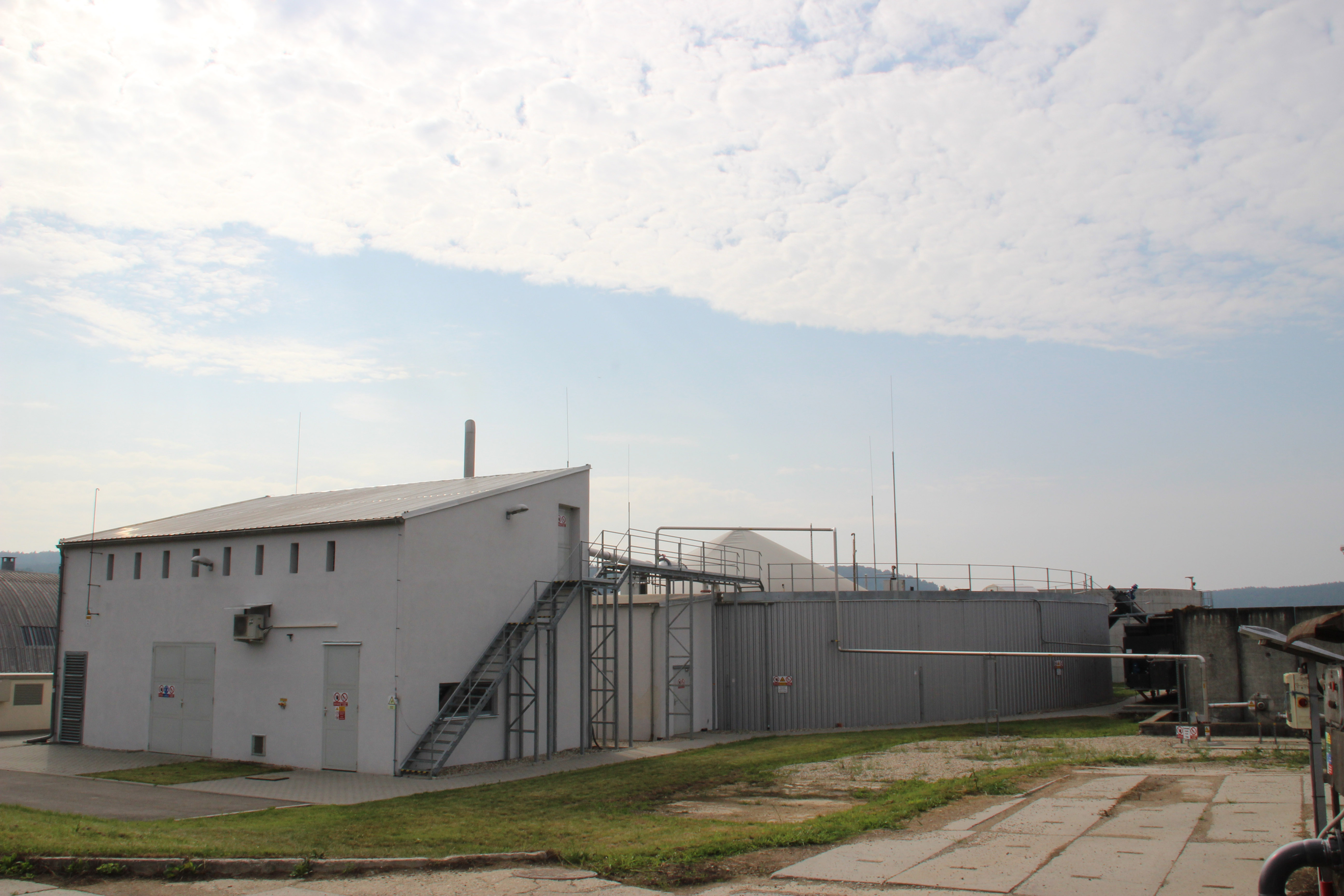
ZEAS Březná a.s. – Bioplynová stanice

## Pamětihodnosti
V katastru obce jsou evidovány tyto kulturní památky:
- Kostel Nanebevzetí Panny Marie s kamenným křížem – Farní kostel Nanebevzetí Panny Marie je zapsán ve Státním seznamu nemovitých kulturních památek okresu, je to barokní jednolodní kostel s bohatě členěným interiérem z roku 1755 s půlkruhovým závěrem, vestavěnou kvadratickou věží s volutovými křídly a obdélnou patrovou sakristií na epištolní straně. Fasády jsou členěny pilastry a římsovými hlavicemi. Interiér je zaklenut pruskými klenbami. Pod kostelem jsou vyzděny krypty se zaklenutými prostorami. Věž je nově opatřena dvěma zvony z dílny L. Dytrichové z Brodku u Přerova. Kamenný jetelový kříž s korpusem Krista a reliéfem Nanebevzetí Panny Marie z roku 1859.

- Stará radnice čp. 38 – Renesanční radnice ze 16. století se nachází na náměstí pod číslem 38, upravená po roce 1734 na barokní měšťanský dům; dvorní trakt (bývalý hospodářský dvůr), bývalá barokní stavba z poloviny 18. století, zbourána v 90. letech (havarijní stav). Budova je řadový patrový městský dům na půdorysu písmene L s mansardovou střechou a dvorním křídlem. Čtyřosé průčelí je členěno profilovanými římsami a plastickým štukovaným dekorem. Interiér zdobí křížové a valené klenby s lunetami.

- Sloup Panny Marie (na náměstí) – Sloup Panny Marie je raně barokní kamenická práce z roku 1716. Morový sloup se sochou Panny Marie stojí za současnou radnicí na náměstí. Na hladkém sloupu s kompozitivní hlavicí je osazena socha Panny Marie s dítětem na hranolovém podstavci ozdobeném hlavou svatého Jana Nepomuckého, k dvěma monogramy a symbolem pěti Kristových ran.

- Socha svatého Jana Nepomuckého (na náměstí) – Socha svatého Jana Nepomuckého zdobí prostor pod radnicí. Skulptura pochází z roku 1732, znázorňuje svatého Jana Nepomuckého stojícího v oblacích. Socha stojí na podstavci s volutovými křídly a na vysokém soklu se čtyřmi představenými pilastry.

- Socha svaté Anny (u hřbitova) – Socha svaté Anny je umístěna poblíž hřbitova. Je to rokoková socha z roku 1769 zobrazující svatou Annu, je osazená na hranolovém podstavci s volutovými křídly. Přední strana podstavce je zdobena figurálním výjevem.

- Sousoší Kalvárie (v areálu kostela) – Sousoší Kalvárie je empírová plastika, která patří k prostorám na severní straně kostela. Znázorňuje kamenný kříž s korpusem Krista, je osazená na hranolovém podstavci s volutovými křídly, které jsou ukončeny profilovou římsou se sochami Bolestné Marie a svatého Jana Evangelisty. Na přední straně podstavce je reliéf svaté Máří Magdaleny, na zadní je letopočet. Empírový kříž z roku 1808.

### Státem nechráněné památky
- Hradiště "Petrov" (směr k Horním Studénkám na hoře Králova Hora) – pozůstatky zdiva hrádku a tři propadliny. Důvod opevnění neznámý, nejspíše se jednalo o strážný objekt střežící ve středověku starou obchodní stezku vedoucí do Klášterce. Je zde možná souvislost sídla s názvem pohoří. Známý pro svoji pověst o Černé paní, která se na hrádku objevuje podle pověsti jednou za tři sta let na Velký pátek.
- Hradiště "Na Zámeckém Vrchu" (směr od pily na Crhov) – terénní náznaky, dosud zachovalý příkop, nepatrné zbytky zdiva na hradisku. Přibližná doba od založení do zániku se odhaduje na 13. století až 15. století. Údajně předchůdce hradu ve Štítech. Pravděpodobné sídlo loupeživého rytíře Ješka ze Šilperka.

### Zaniklé památky
- Šilperský hrad – Hrad (někdy uváděné jako "městská tvrz" nebo "větší hrádek") stál v místech dnešního zdravotního střediska, kostela, fary a několika obytných domů. Byl založen údajně v polovině 13. století Protivenem ze Zábřeha a Doubravice. Historici se přiklání k názoru, že byl hrad vystavěn dříve než město. Po roce 1308 získán Šternberky. V roce 1424 pobořen husity, poté částečně v 16. století opraven Janem Žalkovským, který měl se svojí chotí údajně několik let v hrádku bydlet a ve třicetileté válce zničen a rozebrán. Zdivo bylo poté použito na opravu náměstí po požárech, k opravě kostela a fary (1755, 1794), ke zbudování nové radnice (1756,1857) a k opěrné zdi táhnoucí se od náměstí směrem k pilníku (1872). Jediné dochované památky ze hrádku jsou alianční erby Jana Žalkovského, které jsou upevněny na fasádě radnice. Dochován je pozůstatek hradního příkopu v průrvě od Acrobat Parku směrem k farní zahradě. Podoba hrádku není zcela známa.

- Cihelna – Cihelna ve Štítech byla z konstrukčního hlediska ojedinělou technickou stavbou z roku 1911 představující typ cihlářské pece s klikatým vedením ohně, který se na území dnešní ČR stavěl velmi sporadicky. Z konstrukčního hlediska se jednalo o ojedinělou a autenticky dochovanou technickou stavbu, která představovala velmi významnou památku naší cihlářské výroby. Pro své architektonické a technické kvality byl objekt zahrnut i do publikace Technické památky v Čechách, na Moravě a ve Slezsku. Objekt cihelny, kde se v kruhové peci pálily plné cihly do roku 2004 byl svým způsobem průmyslový skanzen, ovšem veřejnosti nepřístupný. Památkou byl od roku 2007. V roce 2016 zrušena památková ochrana. V roce 2017 z důvodu špatného stavu a možnosti ohrožení na zdraví objekt zbořen.[16]

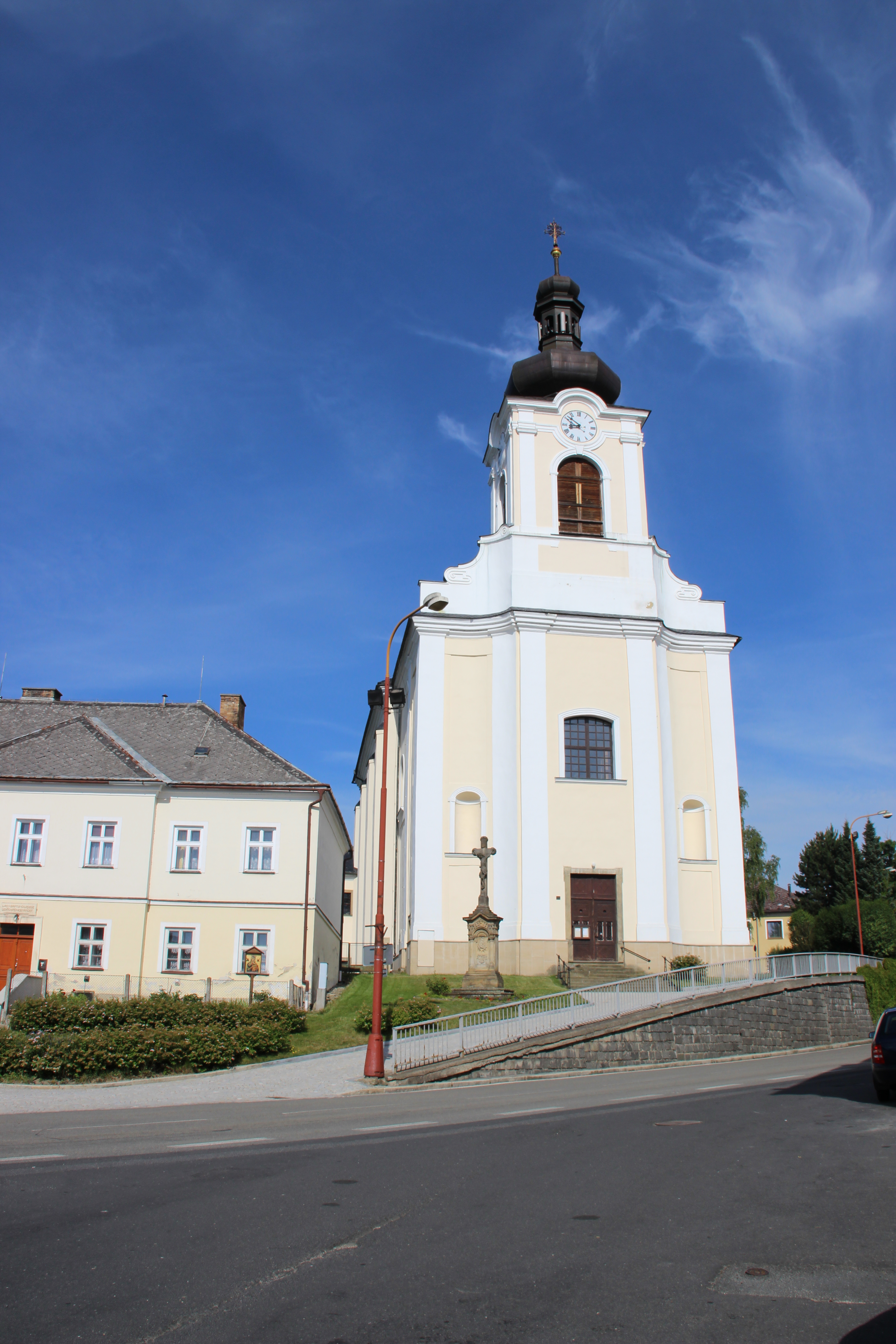
Kostel Nanebevzetí Panny Marie
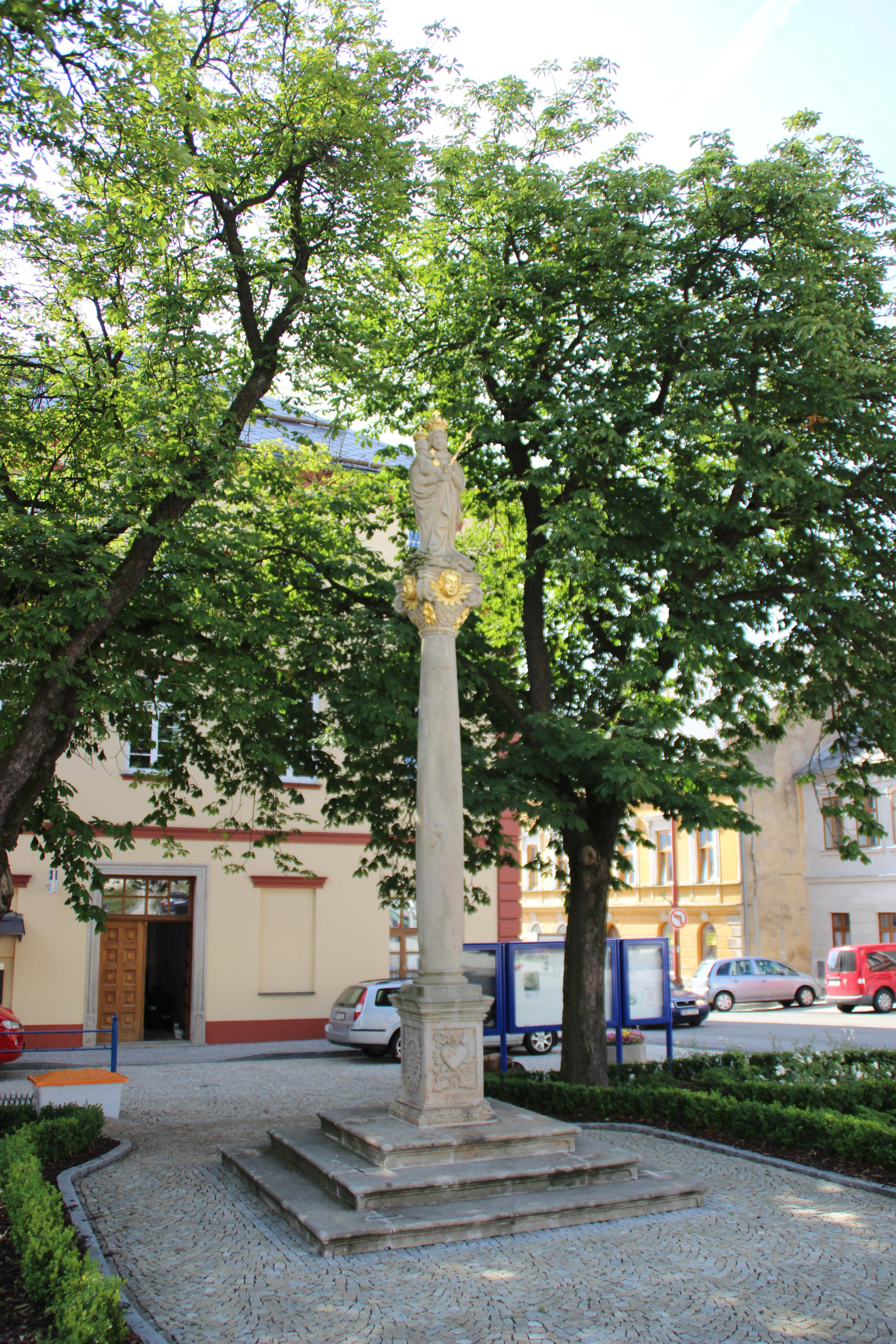
Sloup Panny Marie
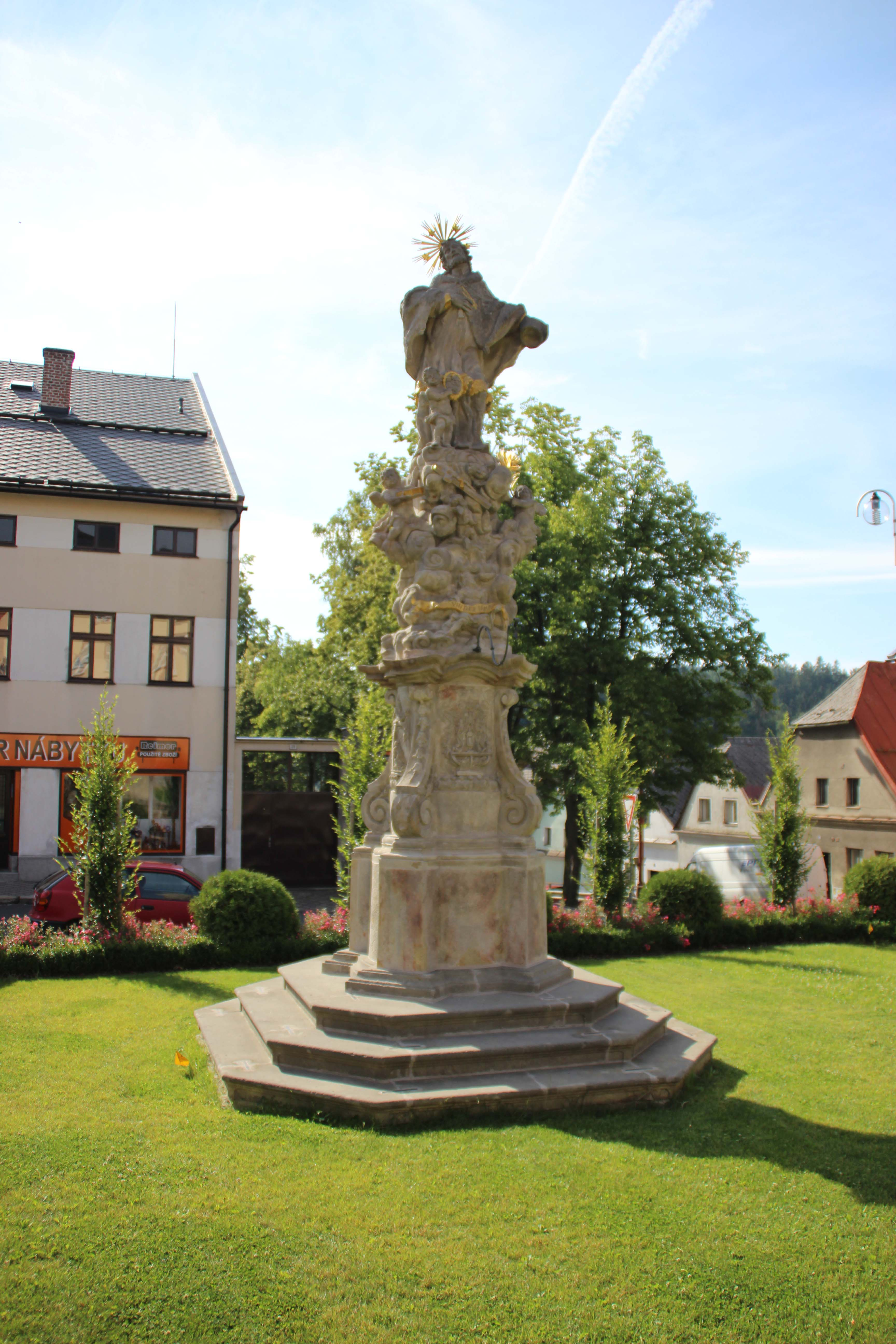
Socha svatého Jana Nepomuckého
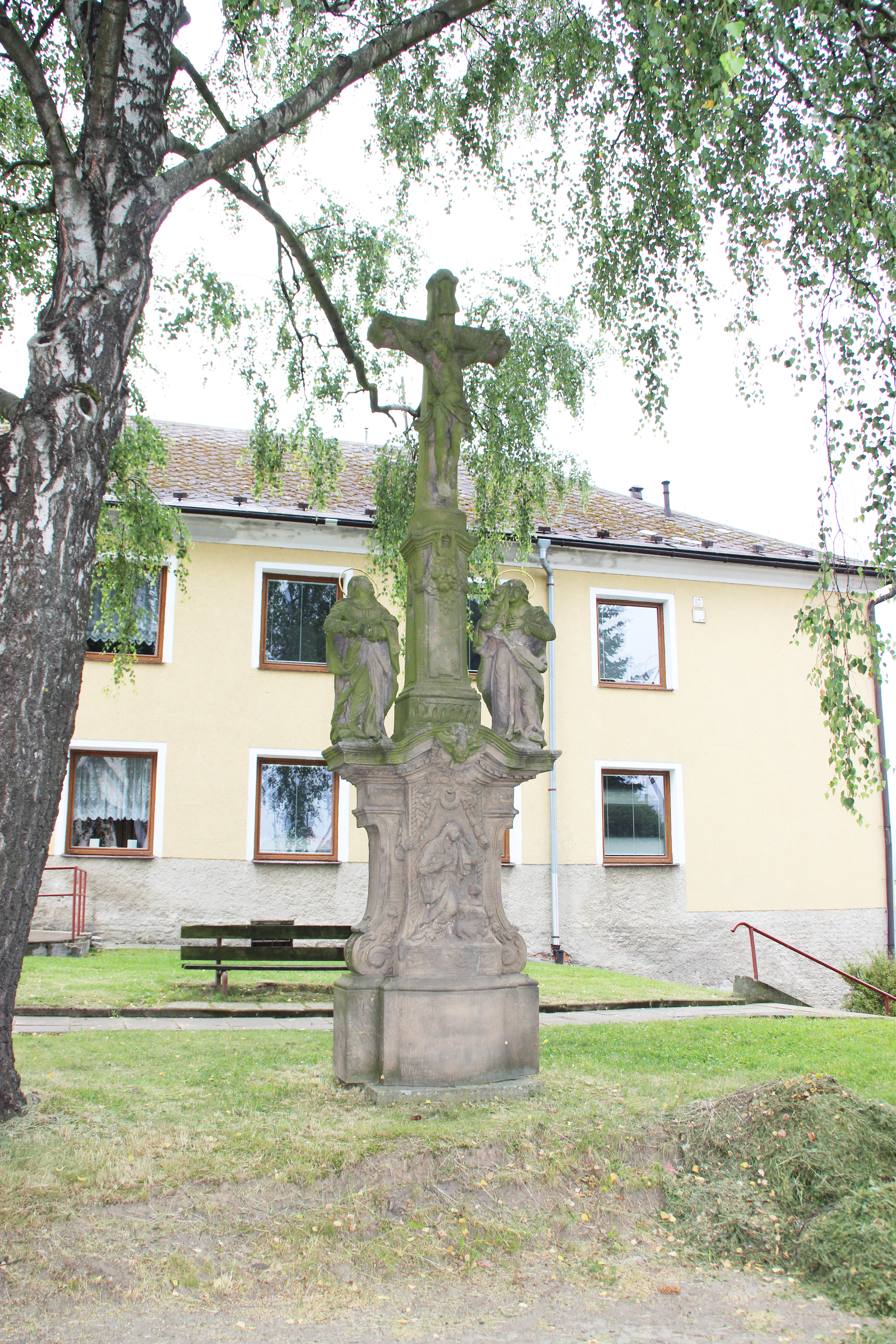
Sousoší Kalvárie
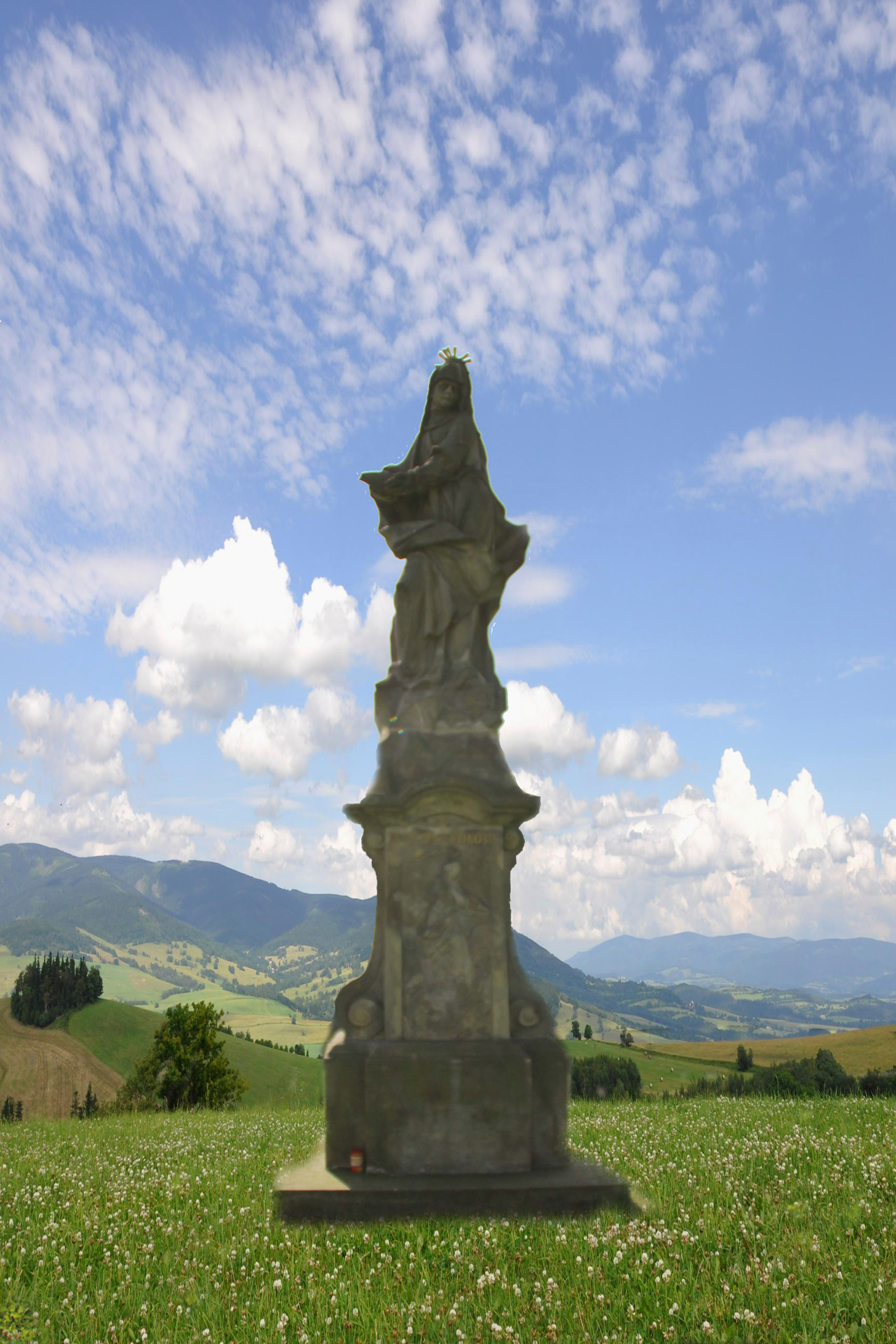
Socha svaté Anny
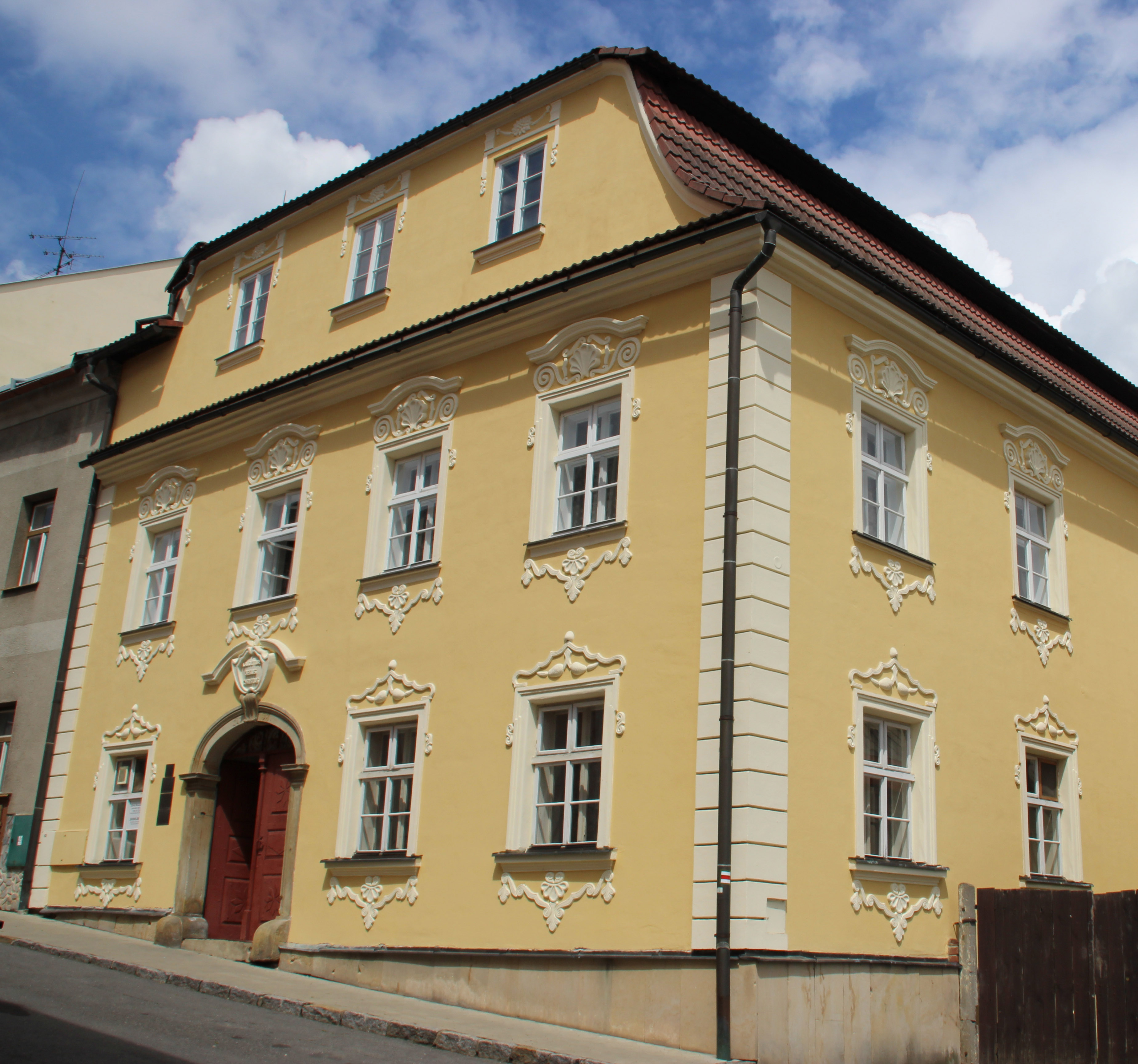
Stará radnice čp. 38
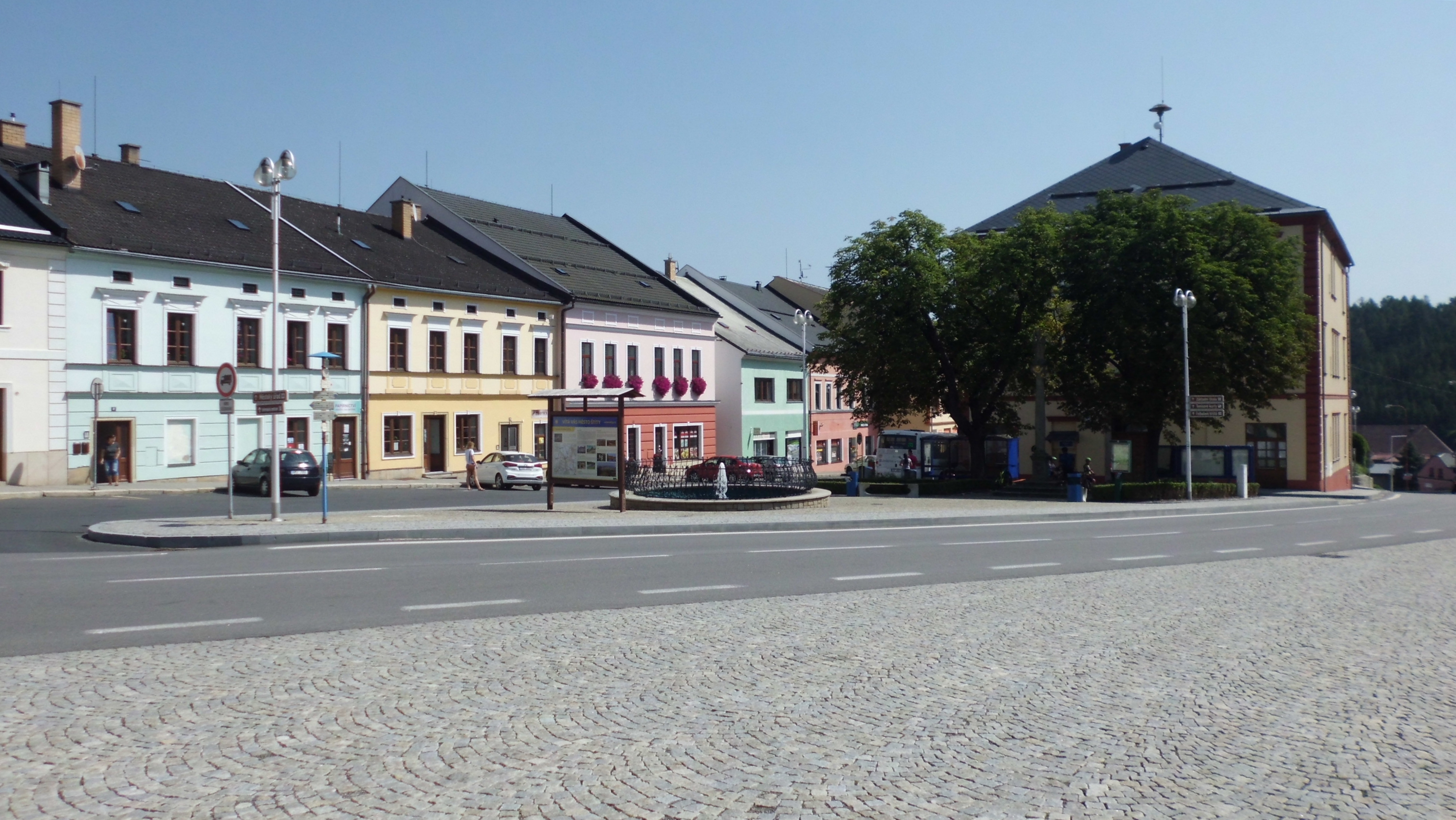
Hlavní náměstí

## Přírodní památky
- Přírodní park Březná – Parkem protékají řeky Březná a Moravská Sázava. Jedná se o 170 let starý les pralesovitého charakteru. Lze zde také zpozorovat chráněné druhy zvířat, například Výra velkého a Čápa černého.

## Osobnosti
- Anton Schmidt (1826–1892), německý politik a člen Národního shromáždění ve Frankfurtu
- Gustav Mikusch (1842–1916), publicista, sběratel lidových pověstí, spisovatel a malíř
- Antonín Cyril Stojan (1851–1923), římskokatolický duchovní a politik, arcibiskup olomoucký a metropolita moravský v letech 1921–1923
- Antonín Večeř (1853–1941), autor učebnic, spolupracovník Ottova slovníku naučného
- Heinrich-Otto Krögler (1891–1979), operní a operetní zpěvák
- Josef Kocourek (1909–1933), prozaik, básník, fejetonista a učitel
- Ivo Hrazdira (* 1930), lékař a vysokoškolský učitel
- Antonín Klein (1934–2018), spoluzakladatel firmy Klein & Blažek, dnes MAGNA Automotive Stity s.r.o.
- Miroslav Verner (* 1941), archeolog a egyptolog
- Josef Břinčil (* 1949), závodník v běhu na lyžích
- František Tempír (* 1949), závodník v překážkovém běhu a v běhu do vrchu
- Vítězslav Jureček (1960–2011), biatlonista
- Aleš Valenta (* 1973), moderátor a bývalý akrobatický lyžař, olympijský vítěz
- Alena Kupčíková (* 1976), malířka, sochařka a konceptualistka
- Tomáš Tempír (* 1977), závodník v běhu na lyžích
- Libor Šula (* 1977), profesionální kadeřník, TV moderátor a stylista

## Pověsti města Štíty
Město Štíty je známo pro svou pověst "Moravského Kocourkova", v pověstech se vypráví o městečku "Šimperk" a o lidech zde žijících, tzv. Šimperácích. Zdejší obyvatelstvo provází kdejaké bláznivé příhody (např. o pověšení obecního vola na věž kostela, o kapsářském cechu na zdejším jarmarku, o sloním vejci v šimperské kašně, atd.). Většina pověstí se shoduje s těmi v knize Kronika města Kocourkova, jejímž autorem je spisovatel Ondřej Sekora.
Pověsti vznikly odvozením ze staré německé pověsti z 16. století "Die Schildbürger", která pojednává o obyvatelích saského města Schildau.
O štíteckých regionálních pověstech napsali ve svých knihách sběratelé lidových pověstí Anežka Šulová, Bohuslav Indra, Václav Rýznar a Gustav Mikusch.

## Partnerská města
- Belvedere Ostrense, Itálie (2008)
- Niemodlin, Polsko (2007)